# جورج دنلوب ليزلي
كان جورج دنلوب ليزلي (لندن 2 يوليو 1835 - 21 فبراير 1921 ليندفيلد، ساسكس) رسامًا ومؤلفًا ومصورًا بريطانيًا.

## الحياة والعمل

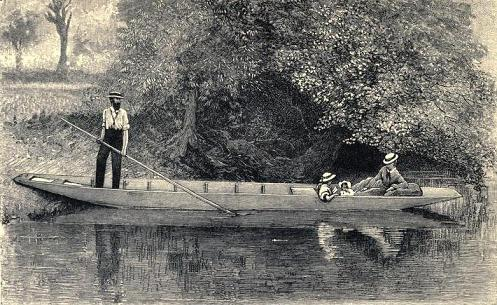
قارب الكاتب

عاش جورج دنلوب ليزلي في وقت مبكر في سانت جونز وود (لندن)، وكان جزءًا من سانت جون وود كليك، وهي مجموعة من الفنانين الفيكتوريين الذين فضلوا مواضيع النوع الخفيف. من 1884-1901 كان مقيما في «ريفرسايد»، سانت ليونارد لين، والينجفورد، أوكسفوردشاير. تعيش أخته ماري ليزلي (1833-1907)، وهي فنانة أيضًا، في «كرومويل لودج» المجاور. زميلة الفنانة جيمس هايلار، كانت أيضًا من سكان القرية وقاموا برسم صورة للملكة فيكتوريا معًا ليوبيلها الذهبي في عام 1887.
أظهرت أعماله المبكرة، مثل ماتيلدا (1860)، التأثير القوي لما قبل الرافائيلية، لكنه استقر في أسلوب أكثر جمالية في الرسم بهدف إظهار «صور من الجانب المشرق للحياة المنزلية الإنجليزية». غالبًا ما كان يستخدم الأطفال كموضوعات، وقد أشاد جون روسكين بعمله لتصويره «التفاصيل الجيدة للفتاة الإنجليزية». كان عمل ليزلي محل تقدير كبير من قبل النقاد في ذلك الوقت.
تزوج ليزلي من ليديا. كان لديهم ابنة أليس (مصورة في لوحته أليس في بلاد العجائب) وابن بيتر ليزلي (1877-1953) الذي كان أيضًا فنانًا. من بين أصدقاء ليزلي ومعارفه كانوا السير إدوين لاندسير، وفريدريك ووكر، وهنري ستايسي ماركس. توفي في ليندفيلد في ساسكس.
في يونيو 2000، تم بيع لوحة بنات حواء، التي تعتبر واحدة من أفضل لوحات ليزلي، والتي علقت دون أن يلاحظها أحد لمدة 40 عامًا في مدرسة جنوب ويلز (Llantarnam Comprehensive) مقابل 170.000 جنيه إسترليني إلى جامع خاص. تم استخدام الأموال التي تم جمعها لتمويل أعمال البناء التي تشتد الحاجة إليها في المدرسة.

## لوحاته

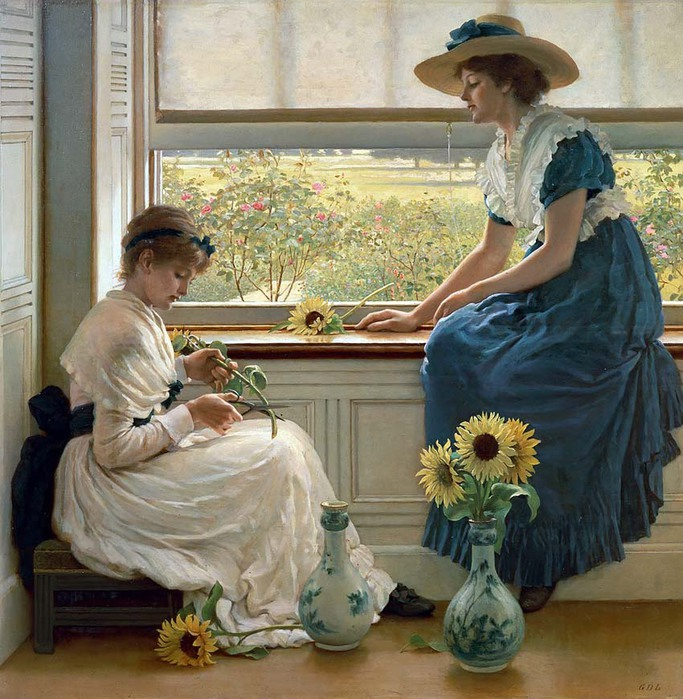
زهور الشمس والقمر (1890)
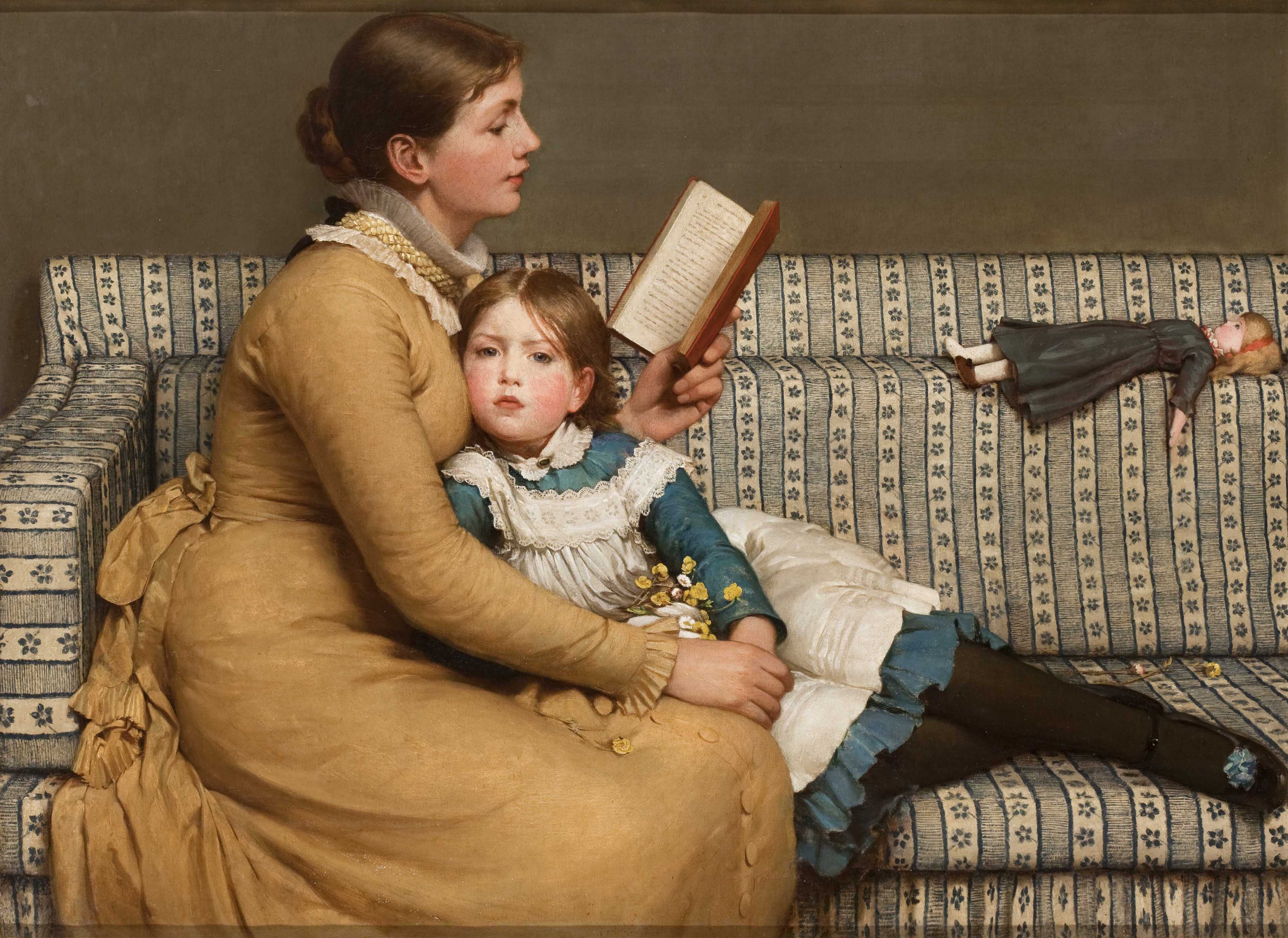
أليس في بلاد العجائب
موسم الورد
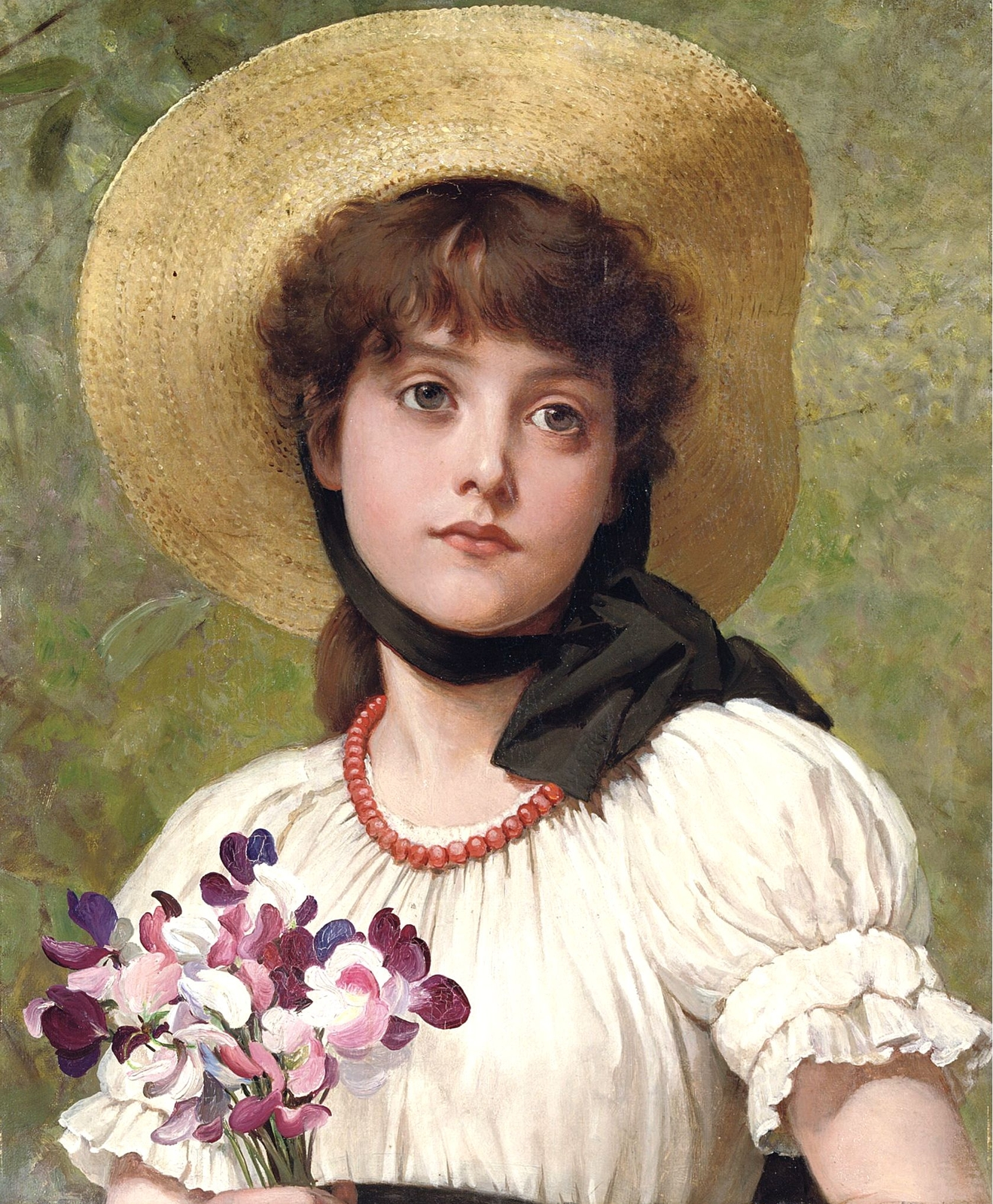
البازلاء اللطيفة